# Prix des libraires de Nancy – Le Point

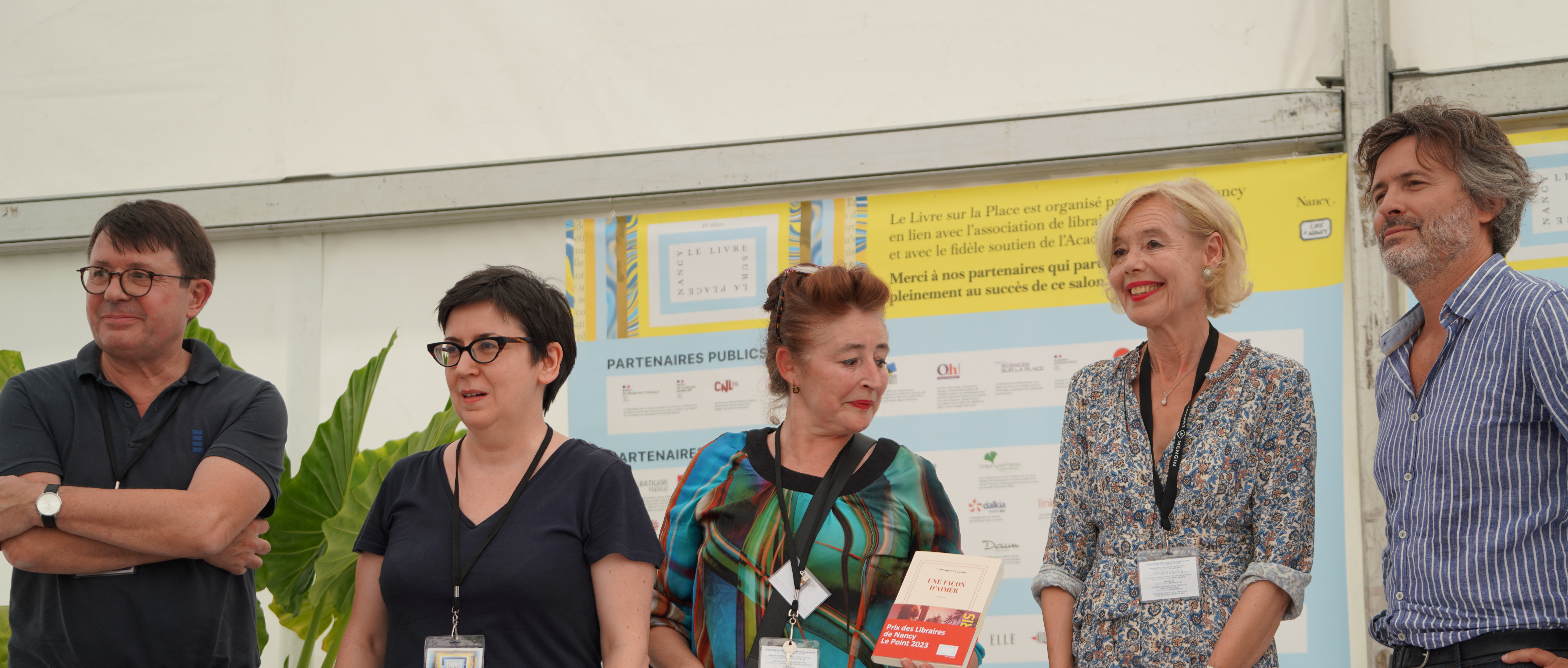
Remise du prix de 2023.

Le prix des libraires de Nancy – Le Point, décerné depuis 2008, désigne le coup de cœur de la rentrée littéraire des libraires de Nancy, partenaires du Livre sur la Place, et des journalistes de l’hebdomadaire Le Point sous la houlette de Christophe Ono-dit-Biot, directeur adjoint de la rédaction.

## Lauréats
- 2008 : Philippe Ségur pour Vacance au pays perdu (Buchet-Chastel)
- 2009 : Jean-Marc Parisis pour Les aimants (Stock)
- 2010 : Philippe Claudel pour L’Enquête (Stock)
- 2011 : Metin Arditi pour Le Turquetto (Actes Sud)
- 2012 : Olivier Adam pour Les Lisières (Flammarion)
- 2013 : Pierre Lemaitre pour Au revoir là-haut (Albin Michel)
- 2014 : Lydie Salvayre pour Pas pleurer (Seuil)
- 2015 : Mathias Enard pour Boussole (Actes Sud)
- 2016 : Jean-Baptiste Del Amo pour Règne animal (Gallimard)
- 2017 : Alice Zeniter pour L’Art de perdre (Flammarion)
- 2018 : Pauline Delabroy-Allard pour Ça raconte Sarah (Éditions de Minuit)
- 2019 : Santiago H. Amigorena pour Le Ghetto intérieur (Éditions P.O.L)
- 2020 : Marie-Hélène Lafon pour Histoire du fils (Buchet-Chastel)
- 2021 : Nathacha Appanah pour Rien ne t'appartient (Gallimard)[2]
- 2022 : Yves Ravey pour Taormine (Éditions de Minuit)
- 2023 : Dominique Barbéris pour Une façon d'aimer (Gallimard)
- 2024 : Abel Quentin pour Cabane (Éditions de l'Observatoire)[3]